# NGC 7154
NGC 7154 (другие обозначения — PGC 67641, ESO 404-8, MCG -6-48-5, IRAS21523-3503) — галактика в созвездии Южная Рыба.
Это один их крупнейших представителей магеллановых спиральных галактик, то есть галактик с единственным спиральным рукавом. 
Этот объект входит в число перечисленных в оригинальной редакции «Нового общего каталога».